# Königsmechanismus
Der Königsmechanismus wurde als soziologischer Begriff von Norbert Elias geprägt. Er bezeichnete damit (in Die höfische Gesellschaft) die sich als Folge fortschreitender Zentralisierung gesetzmäßig zeigende Strategie eines Herrschenden, ihn bedrohende ähnlich starke Interessengruppen derart gegeneinander auszuspielen, dass sie sich in einem Machtgleichgewicht befinden und zu seinem Nutzen immer wieder an ihn appellieren müssen. Dies hält ihn nicht nur an der Macht, sondern ist auch geeignet, sein Ansehen derart zu steigern, dass man ihn z. B. als „geniale“ Führungspersönlichkeit überschätzt, indes er nur ein fähiger Spieler seiner sozialen Rolle ist.

## Beispiele austarierender Machtstrategie
Elias’ Musterbeispiel war der „Sonnenkönig“ Ludwig XIV. zwischen den zwei Ständen Adel und Bürgertum, der den Adel bei Hofe um seine Gunst konkurrieren ließ und damit wirtschaftlich ruinierte, die Staatsverwaltung aber davon getrennt hielt und bürgerlichen intendants (Verwaltern) wie Jean-Baptiste Colbert zuordnete – daher „Königsmechanismus“. Dieser Mechanismus findet sich auch, ggf. abgeschwächt, bei Formen autoritär oder demokratisch regierter Staaten, in Konzernen, Institutionen usw. (vgl. divide et impera).
Eine solche Machtstrategie des Königs erzwang den Verzicht auf eine unmittelbare Durchsetzung der parteilichen Eigeninteressen. Auch mussten die Akteure in einem „Prozess der Zivilisation“ gelernt haben, ihre spontanen Bedürfnisse und Affekte zu bändigen („sich zu beherrschen“), und das bildete sich am französischen Königshof auch kraft dessen strengen Zeremoniells heraus. Beim aufstrebenden Bürgerstand erwuchs er aus dessen haushälterischer Geschäftsdisziplin.
Elias illustriert den Mechanismus anhand eines Beispiels, bei dem sich zwei Gruppen bei einem Tauziehen gegenüberstehen. Beide Parteien sind etwa gleich stark und ziehen an verschiedenen Enden des Taus. Eine einzelne Person, der König, gehört keiner der beiden Gruppen an, kann aber mit geringstem Aufwand das Spannungsspiel zwischen den konkurrierenden Parteien steuern. Seine Intention ist es, die Spannungen zu halten, in dem er das Tau auf die Seite der gerade unterlegenen Partei zieht. Die Interdependenz der Beteiligten wird dadurch deutlich, dass der Einzelne zwar einen größeren Entscheidungsspielraum hat, gleichzeitig aber von der Aufrechterhaltung der Spannung abhängig ist, die beiden Parteien hingegen immer wieder der Hilfe des Königs bedürfen.
Als ein modernes Beispiel für die Ausbildung und Stabilisierung einer Zentralposition im Königsmechanismus wird Angela Merkel angeführt.